# دانشگاه علم و صنعت هواری بومدین

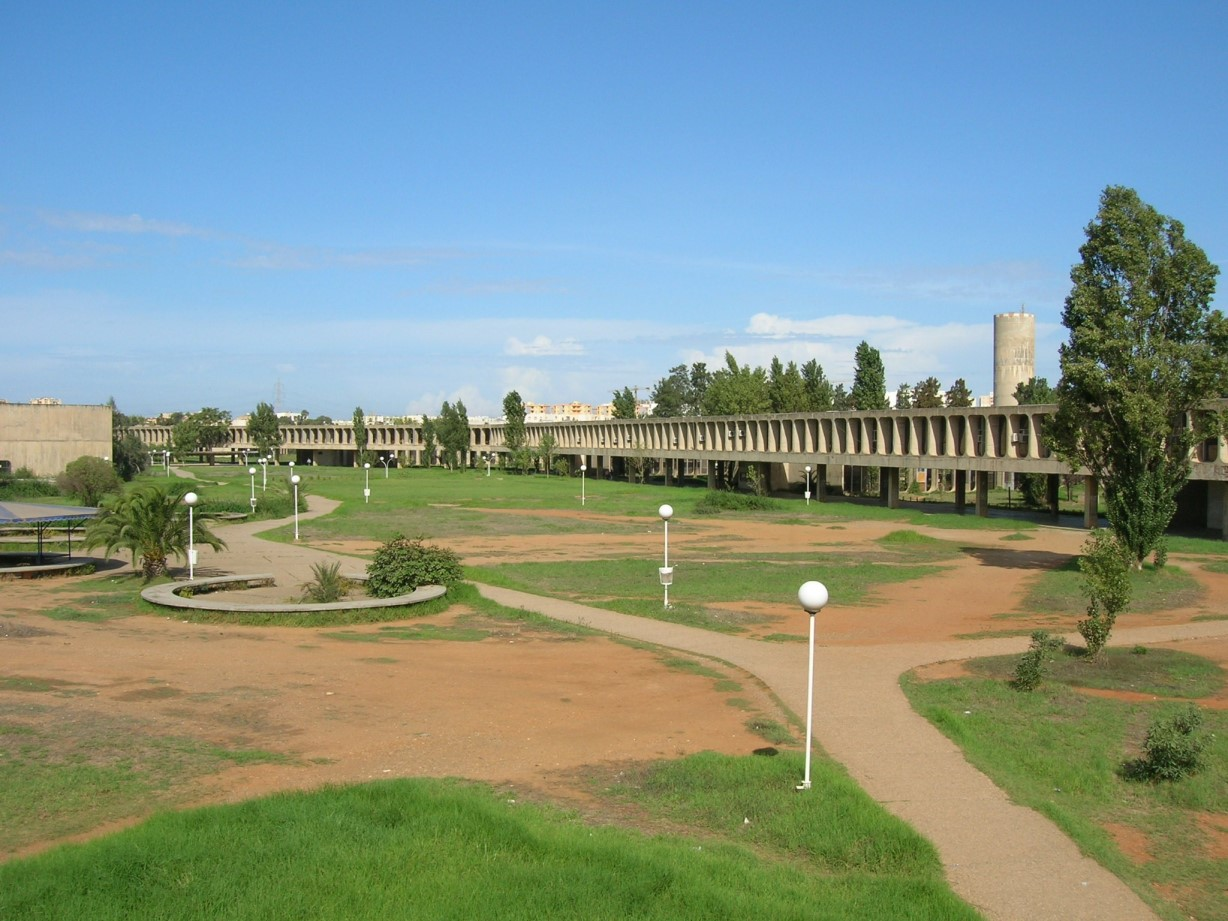
نمایی از محوطه‌ی دانشگاه علم و صنعت هواری بومدین

دانشگاه علم و صنعت هواری بومدین (به عربی: جامعة العلوم والتکنولوجیا هواری بومدین–الجزائر) یک دانشگاه دولتی و سازه در الجزایر است که در باب‌الزوار، الجزایر واقع شده‌است.